# Agenzia di ricerche e legislazione
L'Agenzia di ricerche e legislazione, nota semplicemente come AREL, è un'associazione costituita nel 1976 da Nino Andreatta con alcune personalità di primo piano del mondo dell'università, dell'industria e delle professioni (tra gli altri Umberto Agnelli, Urbano Aletti, Adriano Bompiani, Franco Grassini, Ferrante Pierantoni).

## Storia
È un’agenzia indipendente composta da parlamentari, studiosi, dirigenti e imprenditori. Principale attività dell’agenzia è quella di esaminare, tramite ricerche, documenti e dibattiti, i principali temi economici e istituzionali, decisivi per lo sviluppo della società italiana e per la sua posizione in Europa e nel mondo. L’AREL si pone da subito come un luogo dove approfondire, con strumenti d’indagine moderni e rigorosi, temi di grande attualità. Diviene quindi, immediatamente, un centro di innovazione culturale. Alcune di queste innovazioni sono state poi tradotte, negli anni, in proposte che, approdate in Parlamento, sono diventate leggi del nostro ordinamento. Nel corso di oltre quarantacinque anni di attività, gli incontri, le ricerche, i convegni, i seminari, i webinar e gli osservatori dell’AREL hanno tradotto alcune delle questioni affrontate in numerosi volumi della collana editoriale in collaborazione con il Mulino (AREL- il Mulino). Tra i temi trattati troviamo argomenti tipicamente economici, come il rapporto tra Stato e industria o l’esame delle dinamiche e dell’intreccio tra salari e partecipazione, ma anche studi e iniziative nei settori della giustizia, della riforma della pubblica amministrazione, della trasparenza della finanza, delle tematiche europee e dell’ambiente. Da una decina d’anni le pubblicazioni dell’AREL si sono andate rinnovando, arricchendosi di nuove collane editoriali: la Rivista, le Conversazioni e le Monografie.
Ad oggi, è inoltre disponibile il sito web dell’AREL nel quale si possono consultare, divisi in diverse sezioni, i materiali utili ad approfondire la ricerca. Sul sito è presente anche una sezione abbonati, nella quale è possibile visionare i summary e le pubblicazioni esclusive.
L’AREL ha rafforzato la collaborazione con importanti centri di ricerca italiani e internazionali, per la realizzazione di attività di ricerca, di cicli di convegni e di attività seminariali. Tra queste collaborazioni troviamo: London School of Economics and Political Science- Economic and Social Cohesion Laboratory, la CEOE di Madrid, SciencesPo di Parigi, l’Istituto per gli studi di politica internazionale (ISPI), l’Istituto affari internazionali (IAI), il Centro di ricerca per lo sviluppo del territorio (CERST) dell’Università Cattaneo di Castellanza, la LUISS- Guido Carli, la Società Psicoanalitica Italiana (SPI) e la Università degli Studi Internazionali di Roma (LUSPIO). Inoltre, in collaborazione con l’Università Cattolica del Sacro Cuore di Roma, l’AREL organizza un Master per la formazione di operatori nel settore dell’immigrazione. A partire dal 2015 l’AREL ha dato vita a due rilevanti iniziative: la Scuola di Politiche “Nino Andreatta” (rivolta ai giovani dai 18 ai 26 anni) e l’Associazione Italia-ASEAN (rivolta agli operatori economici e finanziari italiani). Dal 2018 AREL diventa partner ufficiale del Centro di Ricerca Universitario Health Human Care and Social Intercultural Assessments dell’Università Cattolica del Sacro Cuore, del Rielo Institute for integral Developmente di New York e della Universidad Popular Autonoma del Estado de Puebla-Mexico nel Global Permanent Forum on Migration and Health. 

## Presidenti AREL
- Nino Andreatta 1977 - 1981
- Mino Martinazzoli 1981 - 1983
- Nino Andreatta 1983 - 2007
- Francesco Merloni 2007 - attualmente in carica

## Segretari Generali AREL
- Ferrante Pierantoni 1977 - 1993
- Enrico Letta 1993 - 2013 Dimissionario in ragione della nomina a presidente del Consiglio dei ministri della Repubblica italiana
- Enrico Letta 2014 - 2021 Dimissionario in ragione della nomina a Segretario del Partito Democratico
- Alberto Biancardi 2021- attualmente in carica